# Snogebæk
Snogebæk ist ein kleines Fischerdorf im Südosten der dänischen Insel Bornholm, das zwischen Nexø im Norden und Dueodde im Süden liegt. Das Dorf hat 681 Einwohner (Stand 1. Januar 2023) und gehört zum Pfarreibezirk Povlsker. 

## Geschichte
Erstmals Erwähnung fand das Fischerdorf im Jahre 1555, aber man vermutet, dass der Ort schon im Mittelalter bewohnt wurde. Der Name Snogebæk leitet sich aus Snobeck, die Schlange und der Bach ab.
Die nur wenigen Bewohner lebten von Viehzucht, Landwirtschaft und Fischerei. Die erste Hafenanlage wurde im Jahr 1869 direkt an der Küste errichtet, doch der Hafen versandete schnell. Bereits 1888 baute man einen neuen Inselhafen, der durch einen etwa 100 m langen Steg mit dem Ort verbunden ist. (Auf Bornholm gibt es zwei Inselhäfen, der andere befindet sich in Arnager.) Zu beiden Seiten des Stegs sind heute Sandsteinbänke zu sehen. Der Hafen wird heute überwiegend als Jollen- und Fischerhafen genutzt.
Ein größeres Wachstum erlebte Snogebæk im 19. Jahrhundert, als neue Häuser zwischen den ansonsten sehr unterschiedlichen Gehöften entstanden. Richtung Norden bei Balka und Richtung Süden bei Bro entstanden in den 1920er Jahren große Ferienhausgebiete, die touristenorientierte Geschäfte im Hafengebiet nach sich zogen.
Snogebæk lebt heute neben einer noch aktiven Fischerei überwiegend vom Tourismus.

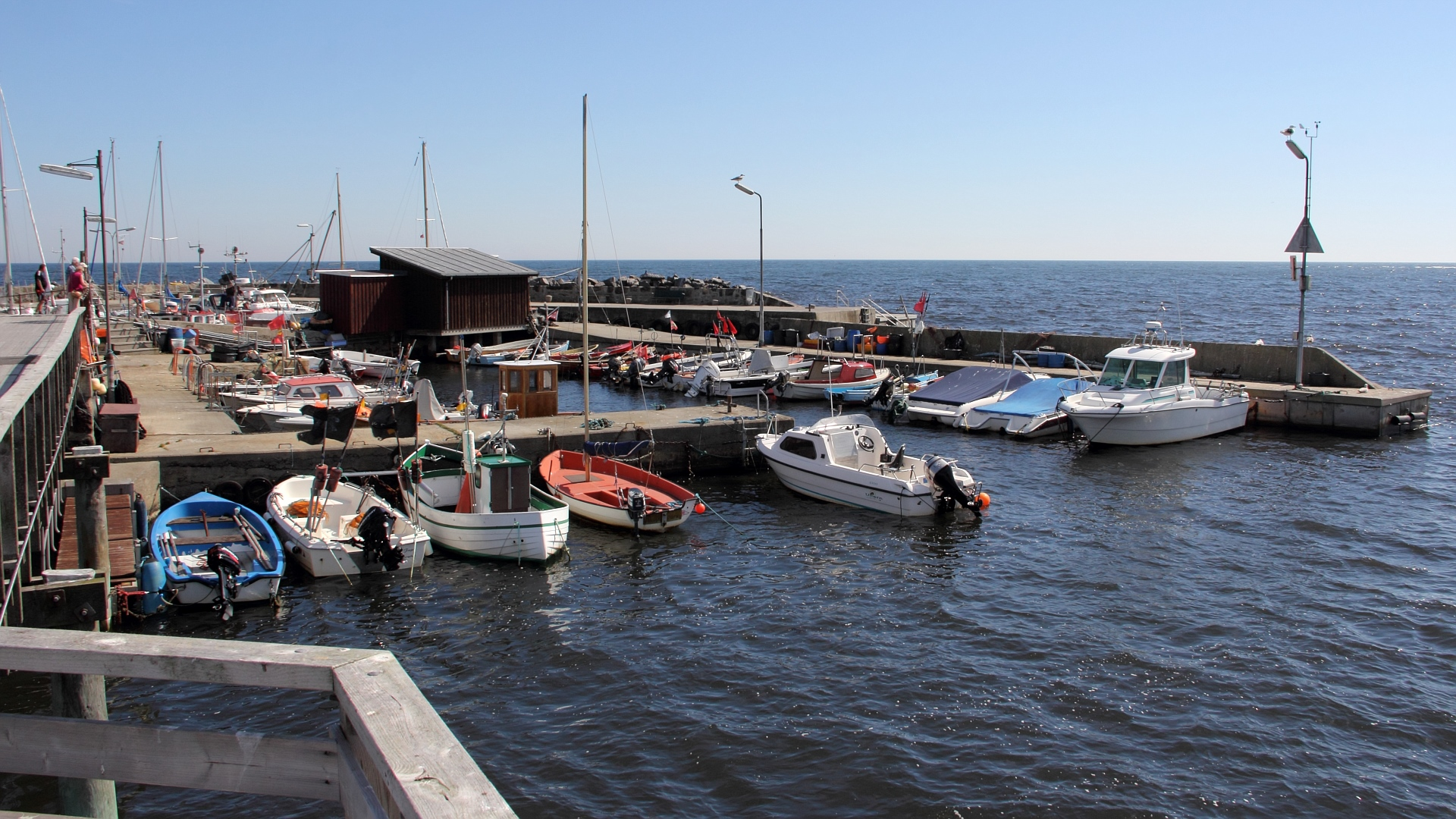
Inselhafen von Snogebæk
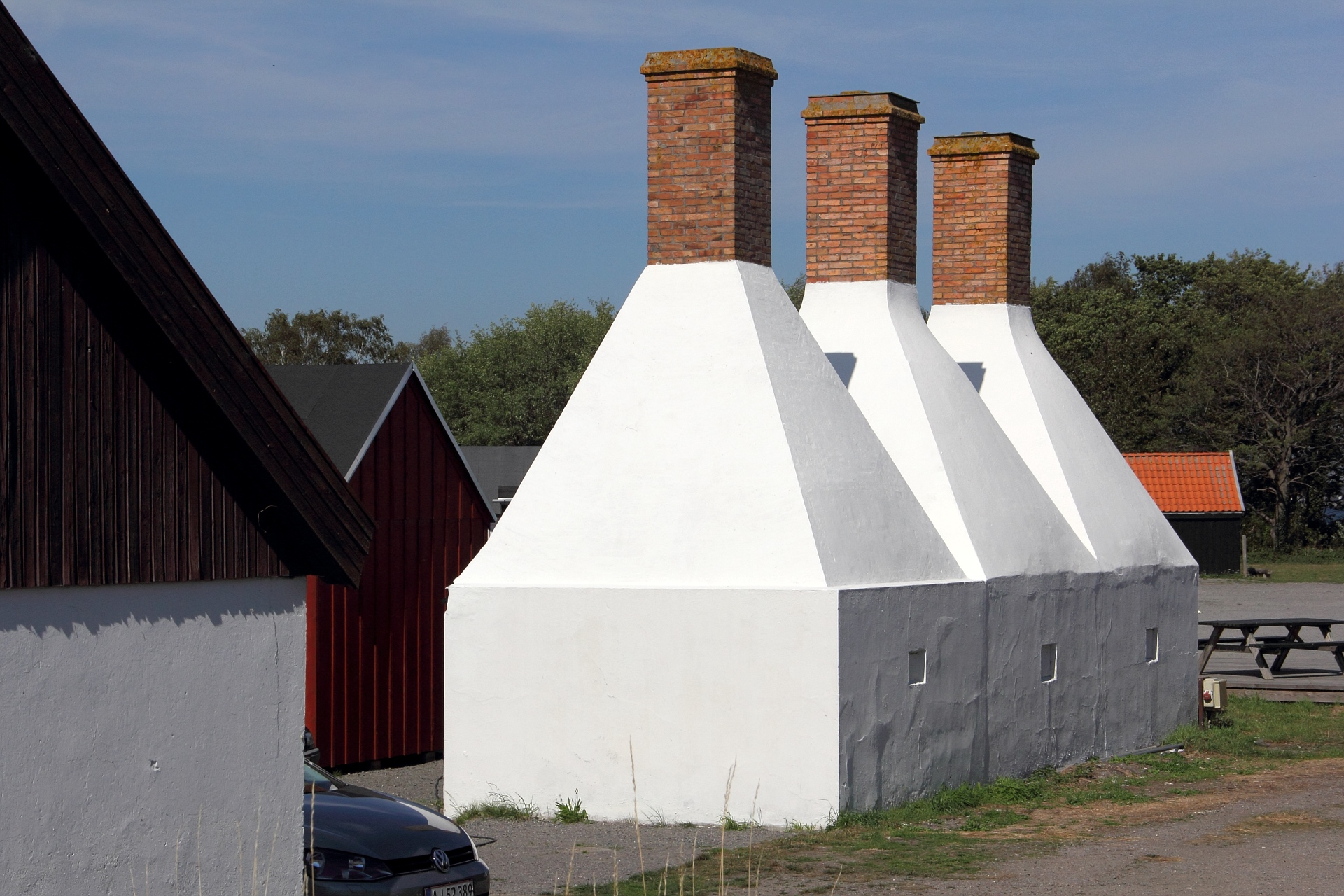
Fischräucherein in Snogebæk
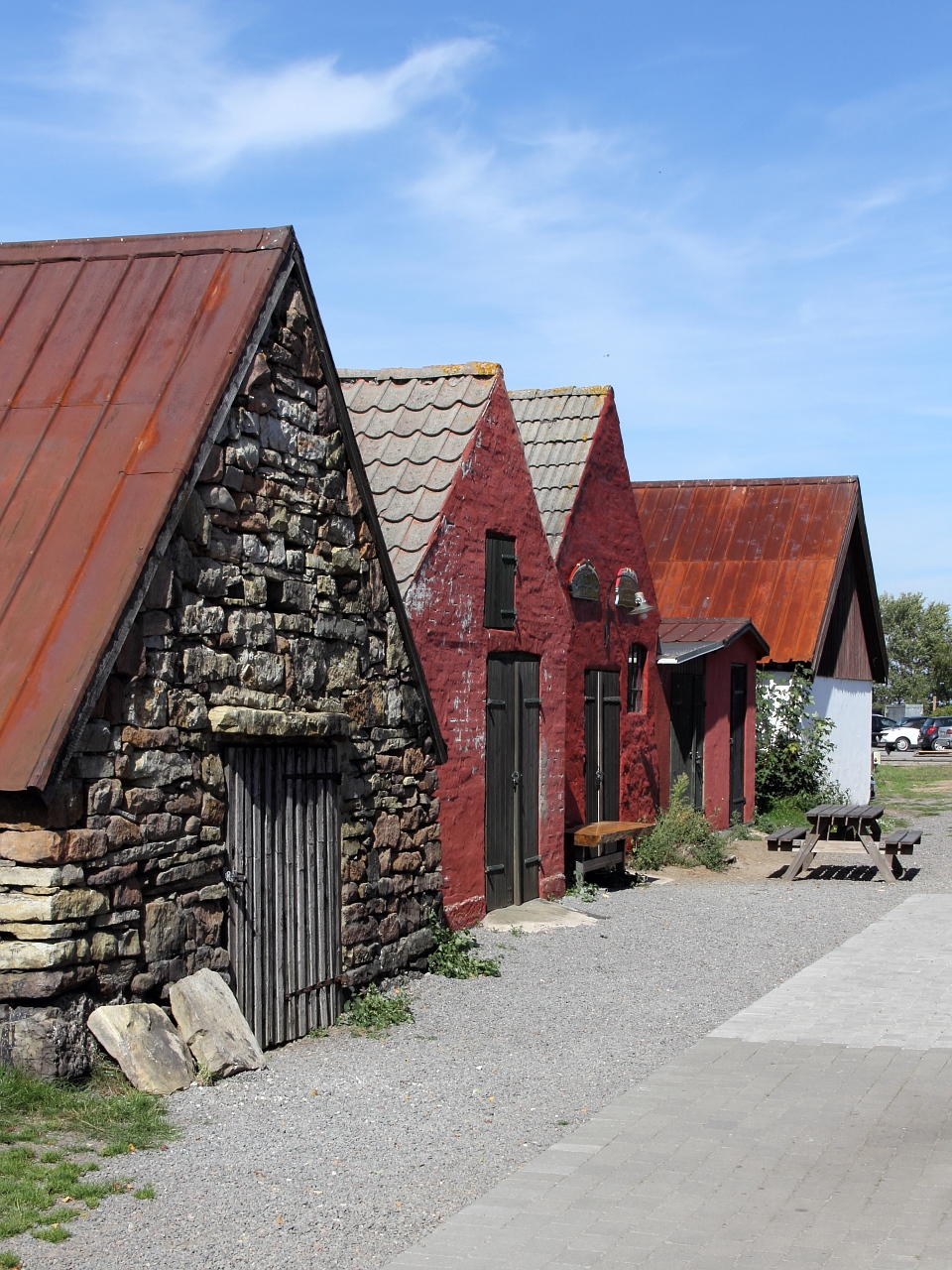
Fischerhütten in Snogebæk

## Geologie und Natur
Der Boden von Snogebæk besteht aus Sandstein, auch „Balka-Sandstein“ oder „Hardeberga-Sandstein“ genannt.
Westlich an Snogebæk grenzt ein großes Feuchtgebiet, Hundsemyre, das seit 1977 unter Naturschutz steht und eine reichhaltige Vogelwelt besitzt.